# 安藤峰雄
安藤 峰雄（あんどう　みねお、1949年4月5日 - ）は、元プロ野球選手。

## 詳細情報
愛知県立木曽川高等学校から日本コロムビアを経て、1969年にドラフト10位で入団。高校時代、一試合平均12個の三振を奪っており、粗けずりだが、左の本格派。

### 年度別投手成績
- 一軍公式戦出場なし

### 背番号
- 42 （1969年）